# Imaan Hammam
Imaan Hammam (Amsterdam, 5 ottobre 1996) è una modella greca.

## Carriera
Fu scoperta per la prima volta nella stazione centrale di Amsterdam da un agente del CODE Management nel 2010. Nel 2013 la sua agenzia la mandò a Parigi con l'agenzia VIVA Model Management ad aprire la sfilata di Givenchy. Poco dopo è apparsa in vari numeri della rivista Vogue americana, italiana e francese.
È apparsa in varie riviste del settore tra cui Vogue, Numéro, i-D e LOVE. È stata anche sulla copertina di American Vogue per tre volte.
Nell'aprile 2016, Hammam ha vinto il concorso Modella dell'anno della rivista Couturesque battendo Lucky Blue Smith e Bella Hadid.
Hammam è stata inserita nelle liste "Top 50 Models" e "Top Sexiest Models" di models.com.

## Agenzie
- DNA Model Management - New York
- VIVA Model Management - Parigi,  Londra e Barcellona
- Why Not Model Agency - Milano
- CODE Management - Amsterdam